# Lepthyphantes tes
Lepthyphantes tes är en spindelart som beskrevs av Marusik, Hippa och Koponen 1996. Lepthyphantes tes ingår i släktet Lepthyphantes och familjen täckvävarspindlar. Inga underarter finns listade i Catalogue of Life.